# Acraea kappa
Acraea kappa är en fjärilsart som beskrevs av Pierre 1979. Acraea kappa ingår i släktet Acraea och familjen praktfjärilar. Inga underarter finns listade i Catalogue of Life.